# Mark 15 (торпеда)
Mark 15 — основная парогазовая торпеда эскадренных миноносцев калибра 533 мм флота США во Второй мировой войне. Сконструирована в начале 1930-х гг., состояла на вооружении надводных кораблей в межвоенный период (с середины 1930-х гг.) и в период Второй мировой войны. Предназначена для замены торпед Mark 8, Mark 11 и Mark 12 для надводных кораблей. В начале войны обладала рядом недостатков, в частности имела самую маломощную боевую часть, из-за чего её применение было малоэффективным. К 1943 году в результате ряда доработок эффективность применения была повышена. Всего за годы войны было выпущено около 9700 торпед различных модификаций.

## Принцип действия
Торпеда приводилась в движение собственным двигателем и удерживала заданный курс следования с помощью системы наведения. Кроме боевого заряда в торпеде находились резервуары для горючего, окислителя и воды, систему управления и двигатель, окислителем выступал сжатый воздух, который занимал около половины пространства внутри 7-метрового стального корпуса. Движение торпеды по нужному курсу обеспечивалось с помощью гироскопа.

## Характеристики
Торпеда Мак 15 Mod 0, с которой американский флот встретил и провёл первые два года войны, имела следующие технические характеристики:
- Длина — 6883 мм
- Диаметр корпуса — 533 мм
- Масса — 1560 кг
- Скорость — имелись 3 скоростных режима — 26,5, 33,5 и 45 узлов.
- Дальность хода — 13 700 м на 26,5 узлах, 9150 м на 33,5 узлах, 5500 м на 45 узлах
- Вес боевого зарядного отделения — 224 кг тротила
- Тип взрывателя — контактно-неконтактный[3][4]

Важным недостатком основных американских торпед Мк-15 и Мк-18 был малый вес боевой части — 500 фунтов.
Начиная с конца 1942 года выпускалась другая модификация торпеды Мак 15 Mod 3, и она имела следующие технические характеристики:
- Длина — 7315 мм
- Диаметр корпуса — 533 мм
- Масса — 1742 кг
- Начальная отрицательная плавучесть — 572 кг
- Скорость — имелись 3 скоростных режима — 26,5, 33,5 и 45 узлов
- Дальность хода — 12 800 м на 26,5 узлах, 8100 м на 33,5 узлах, 4100 м на 45 узлах[3]
- Вес боевого зарядного отделения — 363 кг тротила[6] или 373 торпекса
- Тип взрывателя — контактный[7][3]

## Оценка
Американские торпеды Mark 15 первых серий уступали британским и германским торпедам не только по характеристикам, но и по надёжности и технологичности и по этому, то что американские крейсера и линкоры не несли торпедных аппаратов, вряд ли можно считать недостатком.